# Драгослав Миљковић
Драгослав С. Миљковић (Београд, 23. јануар 1883 — Београд, 24. мај 1953) био је српски и југословенски коњички и генералштабни официр. Миљковић је био армијски генерал Југословенске војске, учесник Балканских ратова, Првог светског рата и Другог светског рата.

## Биографија

### Образовање
Рођен је 23. јануара 1883. године у Београду. Завршио је XXXIII класу Ниже и XVIII класу Више школе Војне академије у Београду.

### Ратови за ослобођење и уједињење
Током Балканских ратова 1912—1913, командовао је IV ескадроном I коњичког пука. У Први светски рат је ушао као штабни официр при Другој армији, да би касније прешао на место помоћника начелника штабова Коњичке и Дринске дивизије. Касније је постао начелник штаба Прве пешадијске бригаде Вардарске дивизије. По пробоју Солунског фронта, постављен је за команданта коњичког пука.

### Међуратна каријера
Био је војни изасланик Краљевине Срба, Хрвата и Словенаца у Софији. Такође, налазио се на дужности начелника штабова Савске и Дравске дивизијске области, команданта Десетог пешадијског пука, начелник штаба IV армијске области, команданта Врбаске дивизијске области, команданта II коњичке дивизије у Нишу и, команданта коњице у Београду.
За време службовања у Нишу, био је један од кумова једрилица Обласног одбора аеро-клуба Наша крила.
Преведен је у генералштабну струку 27. јуна 1931. године, а у чин дивизијског генерала 17. децембра 1933. године.
Новембра 1940. године, именован је за вршиоца дужности команданта Друге армијске области. Поводом Дана уједињења 1. децембра 1940. године, унапређен је у чин армијског генерала.
Оженио се Видом Барковић, кћерком директора штедионице у Иригу.

### Априлски рат
Априлски рат 1941. године, генерал Миљковић је дочекао као вршилац дужности команданта Друге армије. Заробљен је и одведен у заробљенички логор.
Био је старешина заробљеничког логора у Оснабрику, где се разболео и пола године провео у логорској болници.

### Послератни живот
Вратио се у земљу након ослобођења. Нове комунистичке власти су га осудиле на три године затвора са принудним радом.
Умро је 24. маја 1953. године у Београду.

## Одликовања
- Орден Карађорђеве звезде IV степена